# Alfonso Martínez Domínguez
Jesús Alfonso Martínez Domínguez  (Monterrey, Nuevo León, 7 de enero de 1922 - Ibídem, 6 de noviembre de 2002) fue un político mexicano, miembro del Partido Revolucionario Institucional. 
Entre 1970 y 1971 fue regente del Distrito Federal, periodo en el cual fue acusado por el gobierno de México de participar en la represión política posterior al Movimiento de 1968 en México y la Matanza del Jueves de Corpus. De 1979 a 1985 fungió como gobernador del estado de Nuevo León. Fue apodado "Halconso" por el grupo paramilitar Los halcones.

## Trayectoria política
Fue diputado federal durante la XL Legislatura de 1946 a 1949, en la XLII Legislatura de 1952 a 1955, y durante la XLVI Legislatura entre 1964 a 1967, en la que fungió como líder de la primera Cámara de Diputados plurinominal, presidiendo la ceremonia de toma de posesión de Gustavo Díaz Ordaz como presidente de México el 1 de diciembre de 1964; quien lo nombra presidente nacional del PRI en 1968. Fue Secretario General de la CNOP de 1962 a 1965.

### Regencia del Departamento del Distrito Federal
En 1970 fue nombrado Regente del Distrito Federal por el entonces presidente Luis Echeverría Álvarez, en sustitución de Alfonso Corona del Rosal. Según investigaciones del gobierno mexicano a través de la Fiscalía Especial para Movimientos Sociales y Políticos del Pasado, Alfonso Martínez recibió de su predecesor ya formados a Los Halcones como un grupo paramilitar para reprimir movimientos disidentes. Dicho grupo era comandado por el coronel Manuel Díaz Escobar, quien también se desempeñaba como subdirector de Servicios Generales del Departamento del Distrito Federal (DDF) y quien lo puso a sus órdenes. El grupo paramilitar actuó en la Matanza del Jueves de Corpus el 10 de junio de 1971, apoyado por el Departamento del Distrito Federal, incluso en sus propios vehículos. Por la noche del 10 de junio, Echeverría instruye al regente a dar una declaración en conferencia de prensa por los hechos. Martínez Domínguez negó la existencia de Los Halcones ante la prensa, que le reclamaba la golpiza dada a dos fotógrafos de El Universal Gráfico.

lamento profundamente los acontecimientos (...) pero sí quiero decirle que en la jerga de la opinión de la calle, existen los ‘charros’, los ‘gorilas’, los ‘halcones’ y otros nombres. El Departamento del Distrito Federal y el Gobierno de la República no tienen ningún cuerpo de este tipo. No existen ‘Los Halcones’. Esta es una leyenda y están a disposición de ustedes los medios necesarios para comprobarlo.
Alfonso Martínez Domínguez en conferencia de prensa el 10 de junio de 1971 por la noche

Por los hechos y la presión social, Echeverría le solicitó su renuncia, el 15 de junio de ese año. Desde entonces, el movimiento fue popularmente conocido como "Halconazo" y al funcionario se le apodó "Halconso" Martínez Domínguez. Debido a las acusaciones en su contra después del Jueves de Corpus, Martínez volvió a Monterrey en una suerte de autoexilio que duró ocho años ya que temía por su integridad. Durante ese periodo, en 1978 Martínez rompió el silencio en una entrevista con Heberto Castillo para la revista Proceso y acusó que Echeverría habría orquestado la matanza para dar un escarmiento, para no mostrar debilidad a la izquierda mexicana y para, según el político, hacerlo a un lado políticamente. Según la nota:

“La matanza del Jueves de Corpus fue preparada por Luis Echeverría —afirma AMD— para matar dos pájaros de un tiro: escarmentó a quienes, decía él, querían provocar a su gobierno al inicio de su mandato, y se deshizo de mí Yo tenía pasado y fuerza política Le hacía sombra
“Al conocerse la decisión de los estudiantes de que marcharían el 10 de junio para apoyar a los universitarios de Nuevo León, Echeverría me dijo: `quieren calar a mi gobierno, pero los vamos a escarmentar’
—No, señor presidente, dijo AMD, creo que si realizan su marcha no habrá mayores problemas Soy de opinión que no se tomen sino medidas precautorias Vigilar que no haya provocaciones No habrá problemas
—No, Alfonso —relata AMD que LEA le dijo—, la izquierda me está toreando, quieren que muestre debilidad y entonces se me subirán a las barbas Los meteremos al orden
Heberto Castillo

### Gobernador de Nuevo León (1979-1985)
En 1979 fue nombrado candidato del PRI a gobernador de Nuevo León, cargo para el que fue elegido en julio del mismo año y que desempeñó durante todo el periodo de 1979 a 1985. De 1987 a 1988 fue director de Aeropuertos y Servicios Auxiliares, nombrado por Miguel de la Madrid Hurtado. De 1988 a 1994 fue senador por el estado de Nuevo León durante el sexenio de Carlos Salinas de Gortari, y de 1997 a 2000 fue nuevamente senador por Nuevo León durante el sexenio de Ernesto Zedillo Ponce de León.

## Acusaciones sobre la Matanza del Jueves de Corpus
En 2001 fue acusado por la Fiscalía Especial para Movimientos Sociales y Políticos del Pasado (FEMOSPP) por genocidio y homicidio por los hechos de 1971. El 22 de agosto de 2002 el acusado escuchó los cargos en una cama de hospital de Monterrey y se apegó al derecho de responder por escrito debido a su edad. En la declaración escrita negó haber participado en los hechos, acusando directamente a Luis Echeverría y apelando a que las autoridades realizaban obediencia debida al presidente en turno.